# Kamienica Cieszkowskiego 17 w Bydgoszczy
Kamienica Cieszkowskiego 17 w Bydgoszczy – zabytkowa kamienica w Bydgoszczy.

## Położenie
Budynek znajduje się w południowej pierzei ul. Cieszkowskiego, blisko ul. Pomorskiej.

## Historia
Kamienica powstała w latach 1897–1898, według projektu Józefa Święcickiego na zlecenie rentiera Gustawa Reschke. Prace budowlane prowadziła firma Hermanna Fenske, a ciesielskie Friedricha Lorka. Kolejnymi właścicielami budynku byli: od 1901 r. rentier G. Płaskuda, a następnie do 1939 r. spadkobiercy pierwszego właściciela.
Stan dzisiejszy budynku to efekt prac konserwatorskich połączonych z rekonstrukcją detalu architektonicznego oraz pierwotnej kolorystyki wykonanych w latach 90. XX w.
W kamienicy mieszkał i popełnił samobójstwo wiceadmirał Napoleon Louis-Wawel.

## Architektura
Czterokondygnacyjny budynek z mieszkalnym poddaszem założony jest na planie zbliżonym kształtem do litery „L”. Elewacja frontowa jest symetryczna, dziesięcioosiowa, flankowana dwoma ryzalitami z masywnymi balkonami zwieńczonymi mansardami. Mansardy ryzalitów ujęte są bokiem spływami, a zwieńczone dzwonowatymi szczytami.
Budynek prezentuje styl eklektyczny z dekoracją neobarokową.

## Galeria

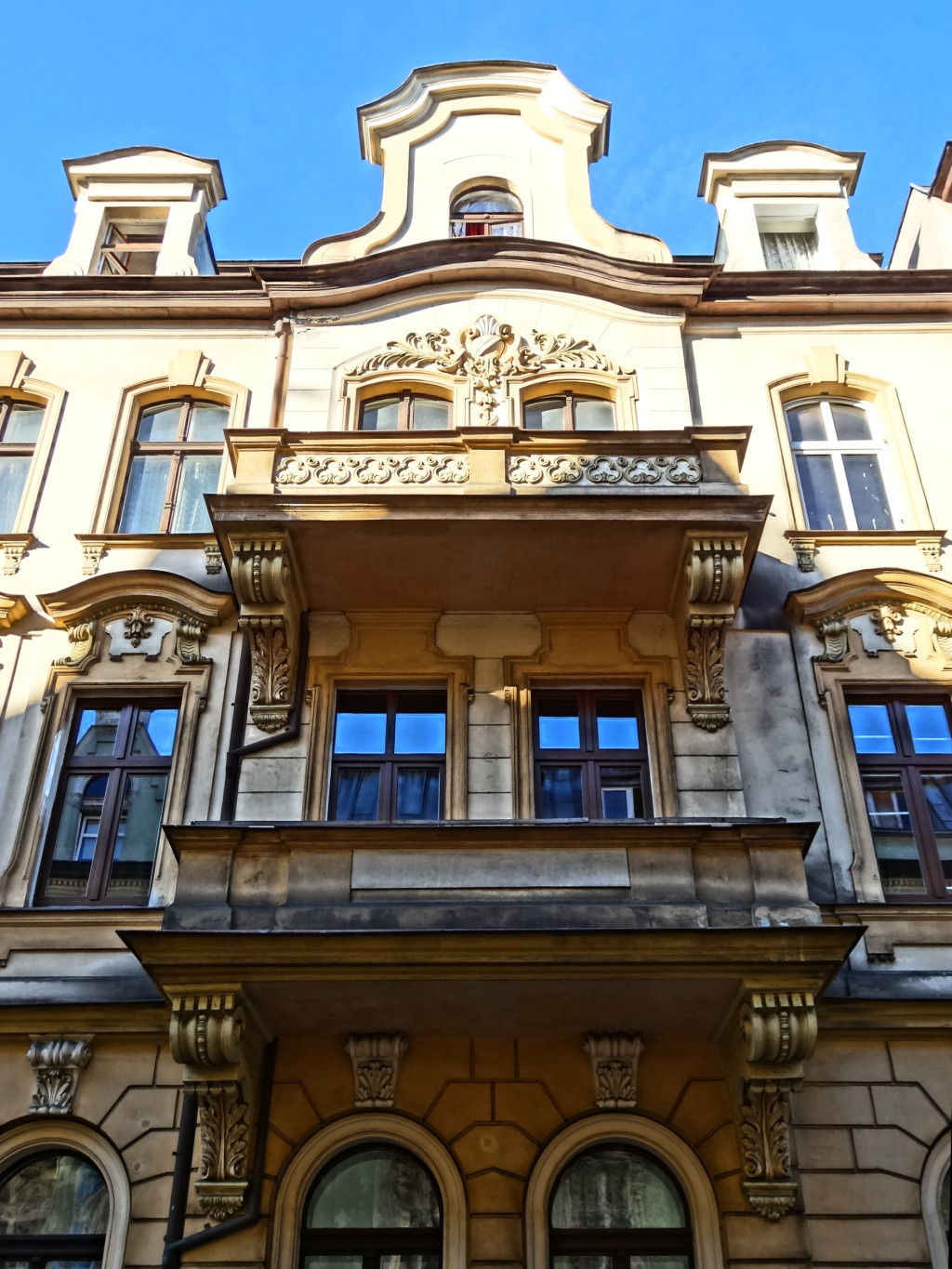
Partia środkowa
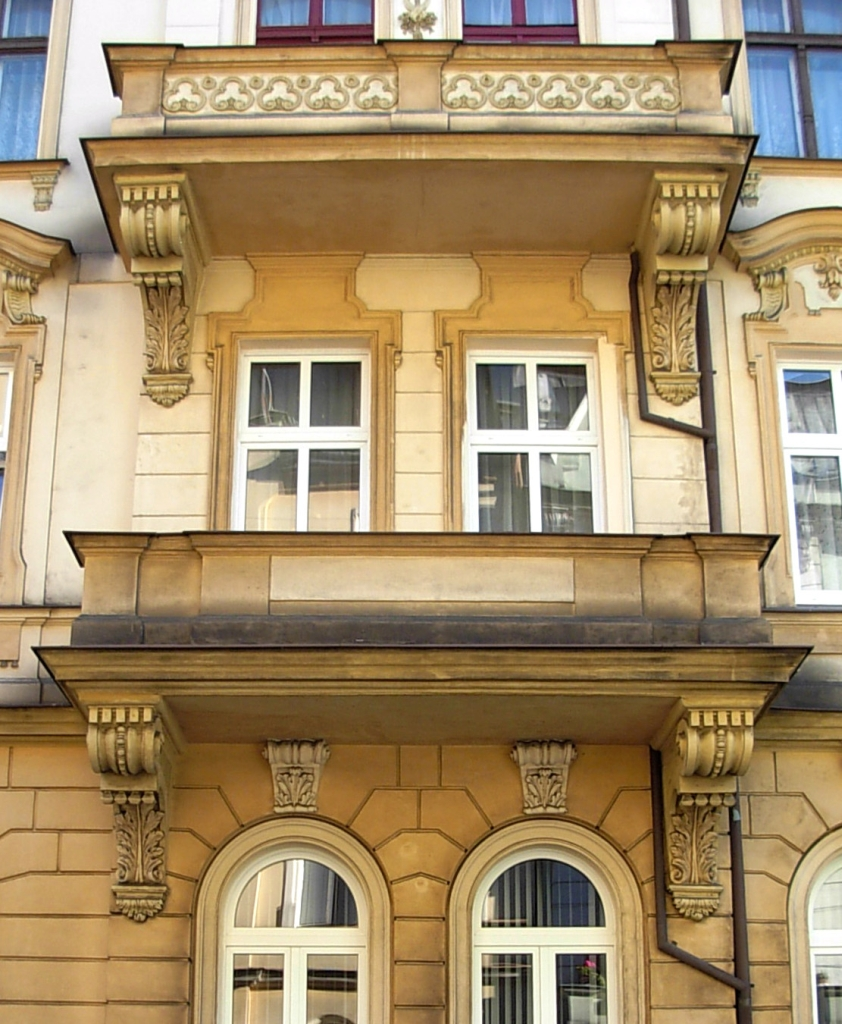
Balkony
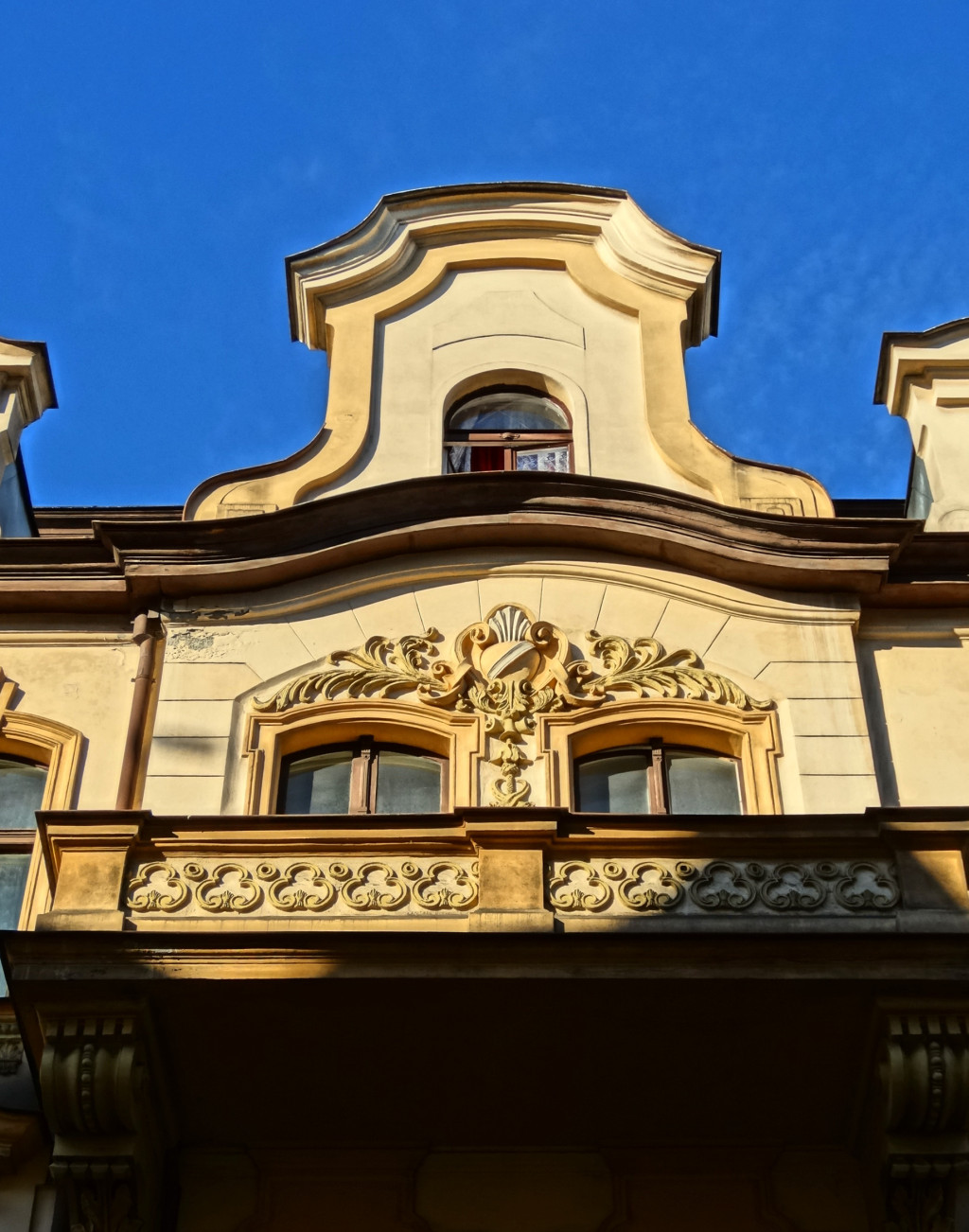
Szczyt